# Azad University Giant Team
Azad University Giant Team was een wielerploeg die een Iraanse licentie heeft. De ploeg bestond sinds 2007. Azad University Giant Team kwam uit in de continentale circuits van de UCI. Gholam Hossein Kohi was de manager van de ploeg. In 2013 hield de ploeg op te bestaan.

## Bekende renners
- Amir Zargari (2007-2011 en 2013)
- Vidal Celis (2012)
- Óscar Pujol (2012)
- Freddy González (2012)